# 亚历山大·科赫
亚历山大·科赫（德語：Alexander Koch，1969年2月22日—），德国男子击剑运动员。他曾获得1992年夏季奥运会击剑比赛男子花剑团体金牌。他也参加了1996年夏季奥运会，但未能获得奖牌。